# Харлоутън
Харлоутън (на английски: Harlowton) е град в окръг Уийтленд, щата Монтана, САЩ. Харлоутън е с население от 1062 жители (2000) и обща площ от 1,5 km². Намира се на 1279 m надморска височина. ЗИП кодът му е 59036, а телефонният му код е 406.